# Brujería
Brujería és una pel·lícula de drama fantàstic coproduïda internacionalment de 2023 dirigida per Christopher Murray i escrita per Murray i Pablo Paredes. Protagonitzada per Valentina Véliz. Està inspirat en una història real on membres de l'organització Recta Provincia per 1880, van ser acusats de bruixeria. Va ser nominat al Festival de Cinema de Sundance de 2023 en la Competència dramàtica mundial de cinema.

## Argument
A la remota illa de Chiloé, a finals del s. XIX,  una nena indígena anomenada Rosa viu i treballa amb el seu pare en una finca. Quan el capatàs assassina brutalment al pare de Rosa, ella buscarà justícia acudint al rei d'una poderosa organització d'embruixadors.

## Repartiment
Els actors que van participar en aquesta pel·lícula són:
- Valentina Véliz com Rosa Raín
- Daniel Antivilo com Mateo Coñuecar
- Sebastian Hülk com Stefan
- Daniel Muñoz com Subdelegado Acevedo
- Neddiel Muñoz Millalonco com Aurora Quinchen

## Llançament

### Festivals
La pel·lícula es va estrenar internacionalment el 21 de gener de 2023 al Festival de Cinema de Sundance de 2023 com a part de la Competència dramàtica de cinema mundial. Després, es va estrenar l'1 de febrer de 2023 en el Festival de Cinema de Göteborg a Suècia.

### Cinemes
Brujería es va estrenar comercialment el 16 de març de 2023 en cinemes mexicans i una setmana després es va estrenar en cinemes xilens.

## Recepció

### Recepció crítica
Al lloc web del agregador de ressenyes Rotten Tomatoes, el 79% de les ressenyes de 14 crítics són positives, amb una qualificació mitjana de 7.0/10.
Jonathan Holland de Screendaily va escriure: "Visualment, Brujería sempre és opresivamente fosc i deliciós. Però després del judici surrealista de Mateo i el seu equip, la tensió decau a mesura que l'element sobrenatural de manera lliure es posa en primer pla i els esdeveniments s'acumulen massa ràpid per a semblar creïbles". Jacob Oller, de la revista Paste, va escriure: "Brujería només explora un petit esdeveniment, un sot en la seva línia de temps, i el converteix en un subgènere que elimina algunes de les seves textures més fascinants. Però encara hi ha tant de poder en les seves imatges que és més temptador que frustrant".

### Reconeixements
| Any  | Premio / Festival                                     | Categoria                               | Recipient    | Resultat  | Ref.   |
| ---- | ----------------------------------------------------- | --------------------------------------- | ------------ | --------- | ------ |
| 2023 | Festival de Cinema de Sundance                        | Competència dramàtica mundial de cinema | Brujería     | Nominat   | [ 17 ] |
| 2023 | Festival de Cinema de Göteborg                        | Premi Drac – Concurs Internacional      | Brujería     | Nominat   | [ 18 ] |
| 2023 | Festival Cinelatino Toulouse                          | Premi Cine+                             | Brujería     | Guanyador | [ 19 ] |
| 2023 | Festival Internacional de Cinema Fantàstic de Bucheon | Millor pel·lícula                       | Brujería     | Guanyador | [ 20 ] |
| 2024 | Premis Caleuche                                       | Millor Actor de Suport – Cinema         | Daniel Muñoz | Nominat   | [ 21 ] |